# TWICELAND
TWICELAND是韓國女子組合TWICE於2017年開始舉辦的一系列單獨巡迴演唱會。而首部曲TWICELAND - The Opening -正式於2017年2月17在韓國首爾開唱，為巡迴演唱會拉開帷幕。

## 巡迴演唱會
- TWICELAND - The Opening -（2017年）
- TWICELAND Zone 2 - Fantasy Park (2018年)

### TWICELAND - The Opening -
本段所用时间皆为UTC+9
2017年1月10日，JYP娛樂公佈舉辦TWICE首次單獨演唱會的消息，演唱會將於2月17－19日（共3日）在首爾奧林匹克公園SK手球競技場舉行。門票預售從1月20日下午8時開始通過互聯網訂票網站Interpark預訂。
2017年1月25日，JYP娛樂公佈TWICE將於4月8日在曼谷舉行演唱會。
2017年1月26日，JYP娛樂公佈增加首爾場的座位，並從1月31日下午8時開始通過Interpark預訂
2017年1月26日，JYP娛樂公佈TWICE將於4月29日在新加坡舉行演唱會。

## 製作
演出成員：
- TWICE （娜璉、定延、Momo、Sana、志效、Mina、多賢、彩瑛、子瑜）

主辦單位：
- JYP Entertainment

## 備註